# Woldemar Kaden
Woldemar Kaden, född den 9 februari 1838 i Dresden, död den 26 juli 1907 i München, var en tysk skriftställare. 
Kaden var 1876-1882 professor i tyska språket och litteraturen vid Neapels filologiska gymnasium. Han var en gladlynt och spirituell skildrare av Italiens land och folk, i arbetena Wandertage in Italien (1874), Durstige Tage (samma år), Italiens Wunderhorn (1878; folkvisor i tysk översättning), Italienische Gipsfiguren (1881), Skizzen und Kulturbilder aus Italien (1882) med mera. Till praktverket "Italien" (svensk översättning 1876) skrev han en del, till Schweizerland (1877; "Schweiz", 1882, bearbetad av Carl von Friesen) hela texten.